# Droit belge

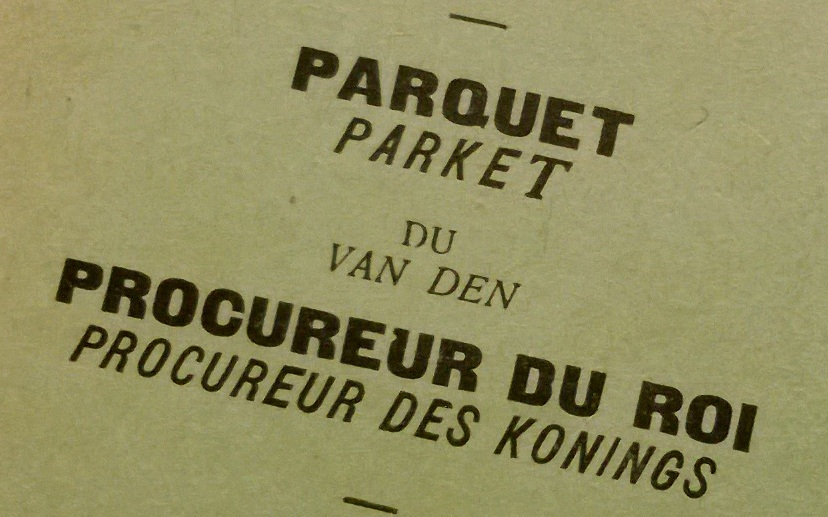
Document du parquet

Le droit belge appartient à la famille des droits civilistes et est, à ce titre, un descendant du droit romain. Il est largement inspiré par le droit français bien que le droit allemand, le droit néerlandais et les principes de Common law influencent les évolutions législatives, doctrinales et jurisprudentielles.

## Sources de droit

### Sources constitutionnelles

#### Constitution
La Constitution est la seule et unique norme juridique suprême qu'ait jamais eu la Belgique.
Elle instaure un système monarchique constitutionnel, parlementaire et fédéral. 
L'article 188 de la Constitution dispose que « toutes les lois, décrets, arrêtés, règlements et autres actes qui y sont contraires sont abrogés ».

#### Décrets constitutionnels
Avant la création de la Constitution par le Congrès national, ce même Congrès a adopté deux décrets. Le premier est celui du 18 novembre 1830 et le second date du 24 novembre 1830.
Le décret du 18 novembre 1830 proclame l'indépendance du peuple belge (contre la domination hollandaise) et le décret du 24 novembre 1830 déclare que les membres de la famille d'Orange-Nassau (Famille régnante aux Pays-Bas) sont exclus de tout pouvoir en Belgique, et ce à perpétuité.
En effet, puisque ces deux décrets ne sont pas intégrés dans la Constitution, faut-il les considérer comme des normes supra-constitutionnelles ou comme des normes à valeur constitutionnelles qui peuvent donc être soumis à révision ?
On peut cependant essayer de trouver la volonté des membres du Congrès pour expliquer cette particularité. Beaucoup estiment que si les membres du Congrès national ont édicté ces décrets en dehors de la Constitution proprement dite, c'est pour rendre ces deux règles non révisables par la procédure de l'article 195 de la Constitution. On est donc en droit de considérer que ces normes sont "supra-constitutionnelles." Cette thèse est corroborée par la déclaration du Congrès national du 24 février 1830 qui affirme « que c'est comme corps constituant, qu'il a porté ses décrets du 18 et 24 novembre 1830, relatifs à l'indépendance du peuple belge et à l'exclusion à perpétuité des membres de la famille d'Orange-Nassau de tout pouvoir en Belgique ».
Un autre problème se pose aujourd'hui avec le décret du 24 novembre 1830. Ce décret exclut tout membre de la maison d'Orange-Nassau d'exercer une fonction de pouvoir en Belgique. 
Ce décret pose en effet problème avec les normes trouvant leur origine dans la Convention européenne des droits de l'homme. En effet, ce texte interdit, et ce dans tous les pays membres du Conseil de l'Europe, de faire une discrimination et d'empêcher des personnes visées explicitement d'exercer des fonctions au sein d'un État. 
Ce problème n'est pas encore réglé à ce jour, mais une solution devra se trouver à long terme. Un problème analogue se pose au Royaume-Uni où les catholiques sont définitivement exclus du trône.

### Droit de l'Union européenne
La Constitution de la Belgique ne comprend pas de dispositions concernant les rapports entre l’État et l'Union. L'Union européenne est évoquée de manière directe uniquement dans l'article 8, aux paragraphe 3 et 4 de la Constitution.
La Cour constitutionnelle belge semble intégrer les traités dans le bloc de constitutionnalité.
L'effet direct du droit de l'Union a été accepté par un arrêt de la Cour de cassation du 8 juin 1967 pour les règlements. Le Conseil d’État a reconnu l'effet direct des directives le 7 octobre 1968 dans l’arrêt Corvelyn/État belge.

### Traités internationaux
La Constitution belge ne statue pas sur les rapports entre le droit international et le droit interne, réglé par voie jurisprudentielle au début des années 1970.

### Normes législatives
Elles sont au nombre de deux :
- loi : qui est un texte voté par le Parlement et sanctionné par le Roi. Seuls certains domaines sont du ressort de la loi.
- les arrêtés-lois : sont des dispositions qui ont force de loi et qui sont prises par une branche législative du droit.

#### Lois fédérales
L'article 74 de la Constitution dispose que le pouvoir législatif est exercé, au niveau fédéral par le roi et la Chambre des représentants.

#### Décrets et ordonnances
Un décret (ou une ordonnance) est un acte législatif voté par un Parlement de Région ou de Communauté, promulgué et sanctionné par son Gouvernement et qui est comparable à la loi fédérale en vertu du principe de l'équipollence des normes.

### Arrêté royal
Un arrêté royal est un acte du pouvoir exécutif fédéral signé par le Roi, contresigné par un ou des ministre(s) ou secrétaire(s) d'État qui en assume(nt) la responsabilité (les secrétaires d'État ne peuvent pas contresigner seuls certains actes). 
Les arrêtés royaux peuvent être réglementaires (normes générales et abstraites) ou avoir une portée individuelle (destinataire(s) identifiable(s)).

### Jurisprudence
La jurisprudence est l'ensemble des décisions judiciaires relatives à une situation donnée. Ce sont les décisions qui ont été données précédemment et sur lesquelles un juge peut s'appuyer pour prendre son jugement.
La valeur juridique de l'enseignement jurisprudentiel dépend d'un certain nombre de facteurs. Il peut s'agir de la place hiérarchique de la juridiction dont il émane ou de la place dans la hiérarchie des normes et du degré de précision de la norme législative ou règlementaire sur laquelle il s'appuie.

### Doctrine
La doctrine regroupe l'ensemble des livres, articles qui sont écrits par des professionnels du secteur (avocats, magistrat, professeurs, …). Ils font une analyse de certains points de droit et émettent une opinion selon laquelle le droit doit s'appliquer.

### Principes généraux du droit
Les principes généraux du droit sont des normes d'origine jurisprudentielles, consacrant une règle de portée générale vouée à s'appliquer de manière transversale dans une ou plusieurs branches de droit. Leur contenu est variable, pouvant être modulé par des évolutions jurisprudentielles.

## Influence
Hormis en ce qui concerne la Constitution, le droit belge a une influence relativement faible sur le reste du monde. Le Luxembourg par sa proximité géographique et culturelle ; la République démocratique du Congo, le Burundi et le Rwanda par l'héritage de la colonisation ; sont néanmoins influencés par le droit belge.